# Prestation sociale en France
Une prestation de protection sociale est un versement d'argent effectué par un organisme public à un bénéficiaire (individu ou ménage) pour couvrir des dépenses que la collectivité « considère » comme correspondant à des « objectifs sociaux » : vieillesse, santé, famille, chômage, pauvreté, invalidité, etc.
En 2009, en France, les prestations sociales atteignent 428,4 milliards d'euros, soit 23 % du produit intérieur brut (PIB), contre 19,2 % en moyenne dans les pays de l'OCDE. En 2021, les prestations sociales atteignent 509,7 milliards d'euros, soit 20,4 % du PIB.
Les prestations sociales sont liées à la Sécurité sociale (pour 2/3), et le reste par d'autres organismes (comme Pôle emploi), ou bien encore l'État ou les collectivités territoriales.

## Organismes de versement
Les prestations de protection sociale sont versées par différents organismes :
- l'État français ;
- les caisses d'allocations familiales ;
- les collectivités locales (dont conseils départementaux).

## Formes
On distingue[réf. nécessaire] :
- les prestations sociales, c'est-à-dire les transferts effectifs attribués personnellement à des ménages ou particuliers sans contrepartie équivalente ou simultanée.

- les prestations des services sociaux, c'est-à-dire les accès à des services, en relation avec un risque de la protection sociale, fournis à prix réduit ou gratuitement par une administration ou une institution sans but lucratif ;

- et les prestations fiscales, c'est-à-dire les réductions d'impôts en relation avec la vieillesse, la charge d'enfants ou une situation sociale particulière.

## Exemples de prestations
- Caisses d'allocations familiales (CAF) (gèrent une vingtaine de prestations françaises) :
  - Allocations familiales (base) ;
  - Complément familial ;
  - Allocation de soutien familial (ASF) ;
  - Prestation d'accueil du jeune enfant (PAJE) ;
  - Allocation de rentrée scolaire (ARS) ;
  - Allocation parentale d'éducation (APE) ;
  - Aide personnelle au logement (APL) ;
  - Allocation aux adultes handicapés (AAH) ;
  - Revenu de solidarité active (RSA) (remplace le RMI et l'API ; géré par les conseils départementaux et versé par les CAF) ;
  - Revenu minimum d'insertion ;
  - Prime d'activité.
- Caisses d'assurance maladie :
  - Pension d'invalidité ;
  - Allocation supplémentaire d'invalidité (ASI) ;
  - Aide au retour à domicile après hospitalisation (ARDH).

- Caisse nationale d'assurance vieillesse (CNAV) :
  - Allocation de solidarité aux personnes âgées (ASPA) ;
  - Assurance vieillesse des parents au foyer (AVPF).

- Conseils départementaux :
  - Allocation personnalisée d'autonomie (APA).

- Assurance chômage :
  - Allocation solidarité spécifique (ASS) ;
  - Allocation équivalent retraite (AER), devenue PTS, plus attribuée depuis 2017 ;
  - Aide à la recherche du premier emploi (ARPE), supprimée en 2019 ;

- OFII :
  - Allocation pour demandeur d'asile (ADA), depuis le 01/11/2015[3].

## Fichier national
Tous les allocataires sont inscrits dans le Répertoire National Commun de la Protection Sociale (RNCPS), fichier national utilisé pour la vérification des conditions d’attribution d’une aide.

## Loino2007-308portant réforme de la protection juridique des majeurs
La loi n° 2007-308 du 5 mars 2007 portant réforme de la protection juridique des majeurs entrée en vigueur le 1/01/2009 modifie les mesures de protection des majeurs ainsi que les mesures de tutelle aux prestations sociales. Ces prestations peuvent être désormais confiées à un mandataire judiciaire jouissant d'un agrément préfectoral. Ce mandataire pourra gérer les prestations dans le cadre d'une mesure d'accompagnement judiciaire (MAJ) ordonnée par le juge des tutelles et faisant suite à une mesure d'accompagnement sociale personnalisée (MASP) conformément à la loi du 5 mars 2007. Les prestations familiales peuvent, dans les conditions prévues par la loi et par ordonnance du juge des enfants, être confiées à un mandataire agréé dénommé délégué aux prestations familiales.

## mesdroitssociaux.gouv.fr
Porté par le ministère de la Santé et des Affaires Sociales avec l'ensemble des organismes de protection sociale et Pôle emploi, le site mesdroitssociaux.gouv.fr a été lancé par le gouvernement le 24 mars 2017. Il permet aux assurés sociaux d'accéder à toutes les informations concernant leurs droits sociaux et leur situation dans l'emploi (assurance maladie, allocation familiale, minima sociaux, etc.). Il permet également d'accéder à un simulateur multi-prestations pré-renseigné en mode connecté. Les prestations et aides couvertes par le simulateur multi-prestations sont :
- Droits concernant la santé :
  - Aide au paiement d'une Complémentaire Santé (ACS) ;
  - Couverture maladie universelle complémentaire (CMU-c) ;
  - Allocation Supplémentaire d'Invalidité (ASI).
- Droits concernant la famille :
  - Allocations Familiales (AF) ;
  - Complément Familial (CF) ;
  - Allocation de Soutien Familial (ASF) ;
  - Allocation de base (PAJE).
- Droits concernant le logement :
  - Aides au Logement (AL).
- Droits concernant la retraite :
  - Allocation de Solidarité aux Personnes Âgées (ASPA).
- Droits concernant la solidarité :
  - Revenu de Solidarité Active (RSA) ;
  - Allocation aux Adultes Handicapés (AAH).
- Droits autour de l'emploi :
  - Prime d’activité (PPA) ;
  - Allocation de Solidarité Spécifique (ASS).

## mes-aides.gouv.fr
En mars 2017, le gouvernement met en place un simulateur en ligne permettant d'évaluer les prestations auxquelles une personne peut prétendre.

## Débats
Les prestations sociales font également débat au sujet des montants et aides non réclamées en France. Plusieurs études, dont l'une datant de décembre 2011, montrent en effet que 50 % des ayants droit potentiels du RSA n’en ont pas fait la demande. Un constat qui est également fait pour d'autres prestations où le taux de non-réclamation peut être élevé pour de multiples raisons : complexité du système, démarches administratives, temps des démarches, honte, etc.
En France, en juillet 2022, les travaux les plus récents soulignent que 30 % des personnes n'effectuent pas les démarches pour pouvoir bénéficier de certaines prestations sociales auxquelles ils ont droit,,. Selon l’Observatoire des non-recours aux droits et services (Odenore), le non-recours renvoie « à toute personne qui ne reçoit pas une prestation ou un service auquel elle pourrait prétendre ». Par exemple, une personne seule sur deux est non recourant s'agissant du minimum vieillesse (Aspa). Autre exemple, au sein des foyers éligibles au revenu de solidarité active (RSA), le non-recours concerne 34 % en moyenne chaque trimestre. De plus, 20 % sont non recourants de façon pérenne durant trois trimestres consécutifs.